# Harraoua
Harraoua là một đô thị thuộc tỉnh Alger, Algérie. Dân số thời điểm năm 2002 là 18.167 người.